# Isoetes habbemensis
Isoetes habbemensis là một loài dương xỉ trong họ Isoetaceae. Loài này được Alston mô tả khoa học đầu tiên năm 1945.
Danh pháp khoa học của loài này chưa được làm sáng tỏ. 